# 外岡裕子
外岡 裕子（とのおか ゆうこ、1976年7月19日 - ）は茨城県出身の日本の柔道家。現役時代は72kg超級及び78kg級の選手。身長164cm。体重84kg。

## 経歴
柔道は明光中学に入学してから始めた。3年の時には全国中学校柔道大会56kg超級の準決勝で阿武教子と対戦するが、送襟絞で敗れて3位だった。土浦日大高校へ進むと、2年の全国高校選手権72kg超級決勝では柳川高校2年の阿武に注意で敗れた。3年の選抜体重別では準決勝で阿武に判定で敗れて3位だった。金鷲旗決勝の柳川高校戦では副将として大将の阿武と対戦するが、あと10秒守りきれば引き分けとなってチームが優勝するという場面で注意を与えられると、終了1秒前には内股で投げられた。続く大将の岡安孝枝も阿武に崩袈裟固で敗れたことにより、後一歩のところで優勝を逃すことになった。インターハイでは予選リーグで柳川高校と同じ組に入ってしまうが、競い勝って決勝トーナメントに進むものの、準決勝の夙川学院高校戦では岡安が一本負けしたことで3位にとどまった。世界ジュニアでは準決勝で身長2mを越す中国の劉シンユンから大内刈で有効を取って勝利すると、決勝ではブラジルの選手を合技で破って優勝を飾った。帝京大学に進学すると、1年の時には選抜体重別準決勝で阿武に判定で敗れて3位だった。無差別で争われる学生選手権では1年生ながら優勝を飾った。全国女子体重別では決勝で日体大2年の二宮美穂に敗れて2位だった。2年の正力杯では拓殖大学3年の妹尾ひでみに敗れて2位だった。全国女子体重別でも決勝で二宮に敗れた。3年になると階級を78kg級に変更した。フランス国際では3位となった。4年の時には全国女子体重別と世界学生で3位に入った。大学を卒業後はセコムへ入社するが、際立った活躍は見られなかった。ライバルの阿武とは中学時代から何度となく対戦しながら、結局一度も勝てずに終わった。2006年には全日本選手権で3位になったことのある2歳年下の大村昌弘と結婚した。

## 主な戦績
- 1991年 -　全国中学校柔道大会　56kg超級　3位
- 1993年 -　金鷲旗　5位
- 1993年 -　インターハイ 5位

72kg超級での戦績
- 1994年 -　全国高校選手権　2位
- 1994年 -　フランスジュニア国際　優勝
- 1994年 -　選抜体重別　3位
- 1994年 -　金鷲旗　2位
- 1994年 -　インターハイ 団体戦　3位
- 1994年 -　世界ジュニア　優勝
- 1995年 -　選抜体重別　3位
- 1995年 -　学生選手権　優勝
- 1995年 -　全国女子体重別　2位
- 1996年 -　ブルガリア国際　優勝
- 1996年 -　フランス国際　5位
- 1996年 -　選抜体重別　3位
- 1996年 -　正力杯　2位
- 1996年 -　全国女子体重別　2位

78kg級での戦績
- 1998年 -　フランス国際　3位
- 1998年 -　全国女子体重別　3位
- 1998年 -　世界学生　3位